# Heorhij Dybenko
Heorhij Dybenko (ukrainisch Георгій Дибенко, engl. Transkription Heorhiy Dybenko; * 1928) ist ein ehemaliger ukrainischer Hammerwerfer, der für die Sowjetunion startete.
1951 gewann er Bronze bei den Weltfestspiele der Jugend und Studenten, und 1952 wurde er Achter bei den Olympischen Spielen in Helsinki.
1951 wurde er Sowjetischer Meister. Seine persönliche Bestleistung von 58,09 m stellte er am 2. August 1955 in Vilnius auf.